# Herzglykoside
Als Herzglykoside oder herzwirksame Glykoside bezeichnet man eine Gruppe von Wirkstoffen, die in der Lage sind, auf das Herz eine die Schlagkraft steigernde (positiv inotrope) und die Herzfrequenz senkende (negativ chronotrope) Wirkung auszuüben. Chemisch sind diese Wirkstoffe dadurch charakterisiert, dass sie drei in der Natur selten vorkommende Desoxyzucker enthalten, die glykosidisch an ein Steroid-Derivat (oder Derivate des Gonans) gebunden sind. Klinische Bedeutung haben heute nur noch Digoxin und Digitoxin. Oft werden die Herzglykoside auch als Digitalisglykoside, Digitaloide oder vereinfachend nur als Digitalis bezeichnet, in Anlehnung an den Fingerhut, der diese Stoffe enthält.

Struktur der herzwirksamen Steroide am Beispiel der Digitalisglykoside

## Biosynthese
Die Biosynthese der Genine erfolgt bei Pflanzen im Mesophyll der Blätter über den Mevalonatweg, Cholesterol und Pregnenolon. Pflanzen wie Digitalis lanata erfahren durch Kohlenstoffdioxid-Düngung eine zusätzliche Steigerung des Herzglykosid-Gehalts in den Blättern.

## Chemische Eigenschaften
Diese Steroidglykoside bestehen aus einem Aglykon, zum Beispiel Digitoxigenin (aus einem Steroidgrundgerüst und einem ungesättigten Lactonring), das glykosidisch an ein bis vier Desoxyzucker, zum Beispiel Digitoxose, gebunden ist. Bei fünf-gliedrigem Lactonring (γ-Lacton) spricht man von Cardenoliden, bei sechs-gliedrigem Lactonring (δ-Lacton) von Bufadienoliden. Sie werden auch kardiotone Steroide genannt. Die Polarität der Desoxyzucker bestimmt die Wasser- bzw. Fettlöslichkeit der Herzglykoside, was erhebliche Auswirkungen auf die Resorption bei oraler Gabe zur Folge hat. Da Digoxin eine zusätzliche OH-Gruppe besitzt, ist seine Polarität höher als die von Digitoxin. Digoxin wird deshalb im Darm schlechter resorbiert als Digitoxin. Dieser schlechteren Resorption steht jedoch eine schnellere Ausscheidung in der Niere gegenüber, was eine bessere Steuerbarkeit bedeutet. Bei Niereninsuffizienz muss die Dosierung von Digoxin angepasst werden, was wiederum bei Digitoxin nicht notwendig ist. Bei älteren Patienten mit ungewisser Nierenfunktion wird deshalb trotz seiner schlechteren Steuerbarkeit Digitoxin bevorzugt.

## Natürliches Vorkommen

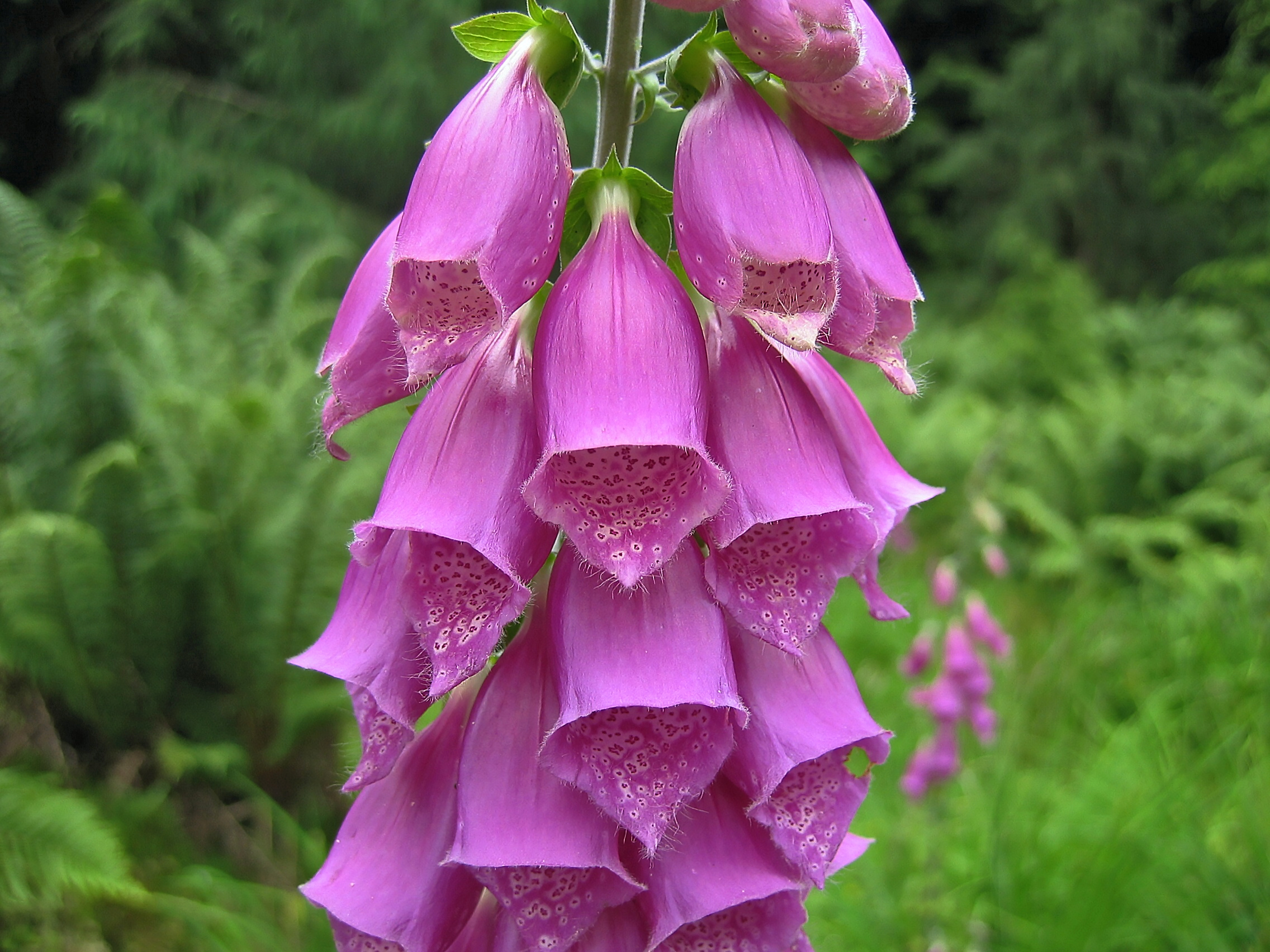
Roter Fingerhut (Digitalis purpurea)

Es sind etwa 200 herzwirksame Glykoside (sogenannte Cardenolide) bekannt. Man findet diese in verschiedenen Pflanzenarten, aber auch bei einigen Wirbeltieren (Schlangen, Frösche).
Pflanzen, die Herzglykoside enthalten sind beispielsweise:
| - Fingerhüte (Digitalis, enthalten Digoxin, Digitoxin und Digitoxigenin) - Meerzwiebel (Urginea maritima) - Frühlings-Adonisröschen (Adonis vernalis) - Sommer-Adonisröschen (Adonis aestivalis) - Myrobalanenbaum (Terminalia arjuna syn. Indradrum, Combretaceae) - Cryptostegia grandiflora (Hundsgiftgewächse) | - Strophanthus-Arten (g-Strophanthin und k-Strophanthin) - Acokanthera (Acokanthera oblongifolia und ouabaio) (g-Strophanthin) - Maiglöckchen (Convallaria majalis) - Oleander (Nerium oleander) - Zerberusbaum (Cerbera odollam) |

Unter der Bezeichnung Digitalisglykoside werden in der Medizin und Pharmazie die herzwirksamen Glykoside des Wolligen Fingerhuts (Digitalis lanata) und des Roten Fingerhuts (Digitalis purpurea) zusammengefasst, die Einfluss auf die Herzfunktion nehmen. Dazu zählen Lanatosid A – E, Digitoxin, Digoxin, Gitoxin, und Purpureaglykosid A und B. In der Medizin eingesetzt werden Digitoxin (aus Digitalis purpurea) und Digoxin (aus Digitalis lanata).
Tierarten, die herzwirksame Glykoside produzieren:

Herzglykoside kommen als sogenannte Bufadienolide (zum Beispiel Bufalin, Marinobufagenin, Proscillaridin) in der Haut einiger Krötenarten als Abwehr-Gift vor. Diese wurden wie die Strophanthine als Pfeilgift verwendet.
Aufgrund der bekannten Steroid-Struktur der herzwirksamen Glykoside wurde vermutet, dass der menschliche Körper selbst solche Substanzen produzieren kann. In den letzten Jahren wurden mindestens sechs derartiger Substanzen isoliert, die zumeist in der Nebenniere gebildet werden. Einige dieser Steroid-Hormone scheinen an der Regelung des Blutdrucks beteiligt zu sein. Bekannte isolierte endogene Herzglykoside sind:
- ein 11β-Hydroxy-Isomer des Ouabains (Hamlyn 1991 / 2003)
- g-Strophanthin
- 19-Norbufalin
- Marinobufagenin
- Proscillaridin-ähnlicher Inhibitor
- Digoxin-ähnlicher Inhibitor

## Wirkmechanismus
Über eine Hemmung der Natrium-Kalium-ATPase, einem membranständigen, aktiven Transporter, kommt es zu einem Anstieg der intrazellulären Natriumkonzentration. Es nähern sich die intra- und extrazelluläre Natriumkonzentration also an, was dem Natrium-Calcium-Austauscher das zum Calciumtransport aus der Zelle notwendige Konzentrationsgefälle nimmt. Calcium verbleibt vermehrt in der Zelle und steigert die Kontraktilität.
Da jedoch die Herzmuskelzellen eines Menschen mit Herzinsuffizienz zu viel Calcium enthalten („calcium overload“, der zur Minderung der Kontraktilität führt), war es bis vor kurzem ein unverständliches Paradoxon, warum eine weitere Steigerung des zellulären Calcium-Gehalts zur Steigerung der Kontraktilität führen kann.
Eine mögliche erklärende Hypothese: Die α2- und α3-Isoformen der Natrium-Kalium-Pumpen sind zusammen mit den Natrium-Calcium-Austauschern direkt über den Ausläufern des Calcium-Speichers der Zelle (Sarkoplasmatisches Retikulum) lokalisiert. Diese funktionelle Einheit wird Plasmerosom genannt. Hierdurch kann die lokale Natrium- bzw. Calcium-Konzentration durch Hemmung nur relativ weniger Natrium-Kalium-Pumpen durch Herzglykoside gesteigert werden, was das Sarkoplasmatische Retikulum zur Freisetzung von wesentlich größeren Mengen an Calcium an die kontraktilen Proteine (bei zum Beispiel jedem Herzschlag) anregt, ohne dass sich die Gesamt-Konzentration der Zelle an Natrium- und Calcium wesentlich verändert. Diese wird eher durch die α1-Isoform der Natrium-Kalium-Pumpe reguliert. Die Plasmerosome wurden für Nervenzellen und Arterien-Muskelzellen bereits nachgewiesen (Blaustein u. a. 2002 und 1998) und sind wahrscheinlich auch in Skelett- und Herzmuskelzellen vorhanden (He u. a. 2001, James u. a. 1999).
Einen weiteren Einfluss haben Herzglykoside auf das zentrale Nervensystem: Es werden zentrale Kerne des Nervus vagus erregt, außerdem wird der Baroreflex im Hirnstamm sensibilisiert. Dies erklärt die negativ chronotropen und dromotropen Wirkungen von Herzglykosiden. Diese Effekte treten bereits in Konzentrationen auf, die zu gering sind, um einen Einfluss auf die Natrium-Kalium-Pumpe zu haben.

## Klinische Signifikanz
Nachdem bereits zahlreiche Untersuchungen über die Wirkung von Digitalis vorlagen, begründete Ludwig Traube 1851 mit einem Tierexperiment die moderne Digitalistherapie des Herzens. Digitalisglykoside bewirken am Herzen eine Steigerung der Kontraktionskraft (positiv inotrop), eine Verringerung der Schlagfrequenz (negativ chronotrop), eine Verlangsamung bzw. Erschwerung der Erregungsleitung (negativ dromotrop) und begünstigen durch eine Senkung der Reizschwelle die Erregungsbildung (positiv bathmotrop).
Es gibt eine erwiesene Wirkung sowohl bei Vorhofflimmern wie bei chronischer Herzinsuffizienz. Allerdings ist die therapeutische Breite bei Herzglykosiden gering und ihre Toxizität bei Überdosierungen hoch. Es kann zu lebensgefährlichen Herzrhythmusstörungen kommen. In einer Meta-Analyse von 2015 die 19 Publikationen aus dem Zeitraum von 1993 bis 2014 mit insgesamt 326.426 Teilnehmern umfasste, war der Einsatz von Digoxin bei Patienten mit Vorhofflimmern mit einem Anstieg der Mortalität um 29 Prozent assoziiert. Mittlerweile gibt es sicherere Medikamente zur Behandlung des Vorhofflimmerns wie Betablocker und bei der Herzinsuffizienz ACE-Hemmer. Herzglykoside werden deshalb zur Therapie einer Herzinsuffizienz heute nur noch als Reservemedikament bei verminderter Funktion der linken Herzkammer empfohlen.

## Pharmakokinetik
Sowohl Digoxin als auch Digitoxin können als Tablette eingenommen werden. Die Ausscheidung erfolgt bei Digoxin über die Nieren mit einer Halbwertszeit von 1,5 Tagen, bei Digitoxin hauptsächlich über die Leber und über die Galle, wobei die Wiederaufnahme im Darm (Enterohepatischer Kreislauf) zu einer Halbwertszeit von 7 Tagen führt. Angesichts der potentiellen Toxizität wird daher normalerweise Digoxin bevorzugt. Digoxin darf aber nicht bei Niereninsuffizienz eingesetzt werden, während Digitoxin nur bei kombinierter Leber- und Niereninsuffizienz kontraindiziert ist.
Strophanthin wird auf Grund der schlechten Resorption intravenös gegeben, hat aber aktuell keine klinische/therapeutische Relevanz mehr. Es wird ebenfalls über die Niere ausgeschieden.
Die langen Halbwertszeiten haben zur Folge, dass zur Aufsättigung zunächst eine Initialdosis nötig ist, die höher ist als die spätere tägliche Erhaltungsdosis.
| Arzneistoff                            | Halbwertszeit in h | Resorptionsquote in % | Proteinbindung in % | LD50 in mg/kg KG |
| -------------------------------------- | ------------------ | --------------------- | ------------------- | ---------------- |
| Digitoxin                              | 170                | 100                   | 90                  | 0,45             |
| Digoxin                                | 35                 | 75                    | 30                  | 0,25             |
| Strophanthin                           | 15                 | < 5                   | 10                  | 0,15             |
| LD50 = Letale Dosis, Katze, intravenös |                    |                       |                     |                  |

Da die Wirkstärke der Herzglykoside durch viele Medikamente wie auch durch schwankende Elektrolytkonzentrationen beeinflusst werden kann und sie darüber hinaus nur eine geringe therapeutische Breite besitzen, sind individuelle Dosierungen und engmaschige Blutspiegelkontrollen im Rahmen des Therapeutischen Drug-Monitorings erforderlich. Dies betrifft insbesondere die Digitalis-Glykoside (Digoxin, Digitoxin), bei denen sich der therapeutische und der toxische Bereich mitunter sogar überschneiden können.
In der Vergangenheit wurden zur Mengenbestimmung von Herzglykosiden sogenannte Meerschweincheneinheiten MSE verwendet, die von der toxischen Wirkung auf Meerschweinchen abgeleitet wurden.
Nach jahrzehntelanger Anwendung in der Medizin bei der Therapie des schwachen „Altersherzens“ (Herzinsuffizienz) treten die Herzglykoside zunehmend in den Hintergrund, denn es hat sich gezeigt, dass sie lediglich die Symptomatik günstig beeinflussen können, ein Effekt auf die Mortalität konnte nicht nachgewiesen werden. (DIG und RADIANCE Studie)

## Intoxikation
Eine Überdosierung zeigt sich typischerweise in Herzrhythmusstörungen (70 %); diese sind meist ventrikulär. Außerdem kann es zu Sehstörungen, typischerweise gelb-grün Sehen, aber auch gastrointestinalen Nebenwirkungen (Übelkeit, Erbrechen) kommen.
Die Therapie der Intoxikation erfolgt kausal über Hemmung der weiteren Aufnahme durch Magenspülung und Aktivkohlegabe sowie einer Unterbrechung des entero-hepatischen Kreislaufes mit Colestyramin zur vermehrten Digitoxinausscheidung.
Daneben besteht die Möglichkeit der Gabe von Digitalis-Antidot, einem gegen Digoxin gerichteten Fab-Antikörperfragment aus dem Schaf. Dieser Antikörper kann freies Glykosid binden und inaktivieren. Da es sich hierbei um ein körperfremdes Protein handelt, besteht beim Einsatz dieses Antidots die Gefahr der Auslösung allergischer Reaktionen bis hin zum anaphylaktischen Schock, weshalb vor Verabreichung die Verträglichkeit mittels Intrakutan- und Konjunktivaltest geprüft werden sollte.
Die weitere Therapie der Intoxikation ist symptomatisch. Vor allem Elektrolytstörungen und Herzrhythmusstörungen sollten ausgeglichen werden.

## Alternativen
Alternativ zu den Herzglykosiden können zur medikamentösen Therapie der Herzinsuffizienz auch folgende Medikamente eingesetzt werden:
- ACE-Hemmer/Sartane
- Beta-Rezeptorenblocker
- Mineralokortikoidrezeptorenblocker
- Diuretika